# Manilkara capuronii
Manilkara capuronii är en tvåhjärtbladig växtart som beskrevs av Aubrev. Manilkara capuronii ingår i släktet Manilkara och familjen Sapotaceae. Inga underarter finns listade i Catalogue of Life.